# Хамидулин, Рашит Луфтулович
Раши́т Луфту́лович Хамиду́лин (28 ноября 1936 — 27 ноября 2013) — советский, российский дипломат. Чрезвычайный и полномочный посол.

## Биография
Окончил МГИМО МИД СССР (1960). На дипломатической работе с 1960 года.
- В 1960—1964 годах — атташе, секретарь Посольства СССР во Вьетнаме.
- В 1964—1966 годах — секретарь Отдела Юго-Восточной Азии МИД СССР.
- В 1966—1971 годах — секретарь, первый секретарь Посольства СССР в Камбодже.
- В 1971—1980 годах — первый секретарь, заведующий сектором, заместитель заведующего Отделом Юго-Восточной Азии МИД СССР.
- В 1980—1982 годах — советник-посланник Посольства СССР в Лаосе.
- В 1983—1986 годах — заместитель заведующего Отделом Юго-Восточной Азии МИД СССР.
- В 1986—1987 годах — главный советник Управления по проблемам ограничения вооружений и разоружения МИД СССР.
- В 1987—1988 годах — заместитель начальника, заведующий отделом Управления социалистических стран Азии МИД СССР.
- С 21 апреля 1988 по 8 августа 1990 года — чрезвычайный и полномочный посол СССР в Кампучии (с 1989 — Камбодже)[1][2].
- С 1990 по 25 июня 1996 года — чрезвычайный и полномочный посол СССР (с 1991 — России) во Вьетнаме[3][4].
- С августа 1996 по 1998 год — директор Третьего департамента Азии МИД России.
- С 7 октября 1996 по 21 октября 1998 года — член коллегии МИД России[5][6].
- С 31 августа 1998 по 20 июля 2001 года — чрезвычайный и полномочный посол России в Австралии, а также Фиджи, Науру и Вануату по совместительству[7][8].

## Награды и почётные звания
- Орден «Знак Почёта» (1973).
- Орден Дружбы народов (1980).
- Орден Дружбы (21 июня 1996) — За заслуги перед государством, большой вклад в проведение внешнеполитического курса и обеспечение национальных интересов России, мужество и самоотверженность, проявленные при исполнении служебного долга[9].
- Почётный работник Министерства иностранных дел Российской Федерации (2011).
- Благодарность президента Российской Федерации (4 сентября 1998) — За большой вклад в развитие дружбы и сотрудничества между народами России и Вьетнама, оказание помощи в строительстве гидроузла «Хоабинь»[10].

## Семья
Был женат, воспитывал сына.